# Cratere Manah
Manah  è un cratere sulla superficie di Marte.